# グアダルーペ・イダルゴ条約
グアダルーペ・イダルゴ条約（グアダルーペ・イダルゴじょうやく、英: Treaty of Guadalupe Hidalgo、西: Tratado de Guadalupe Hidalgo）は、米墨戦争（1846年 - 1848年）を終結させた1848年5月の条約である。この条約でメキシコは、1,500万ドルと引き換えにアメリカ合衆国へ136万平方キロメートルの広大な土地を譲渡した（メキシコ割譲地）。また、同時にメキシコの対米債務325万ドルを帳消しとした。

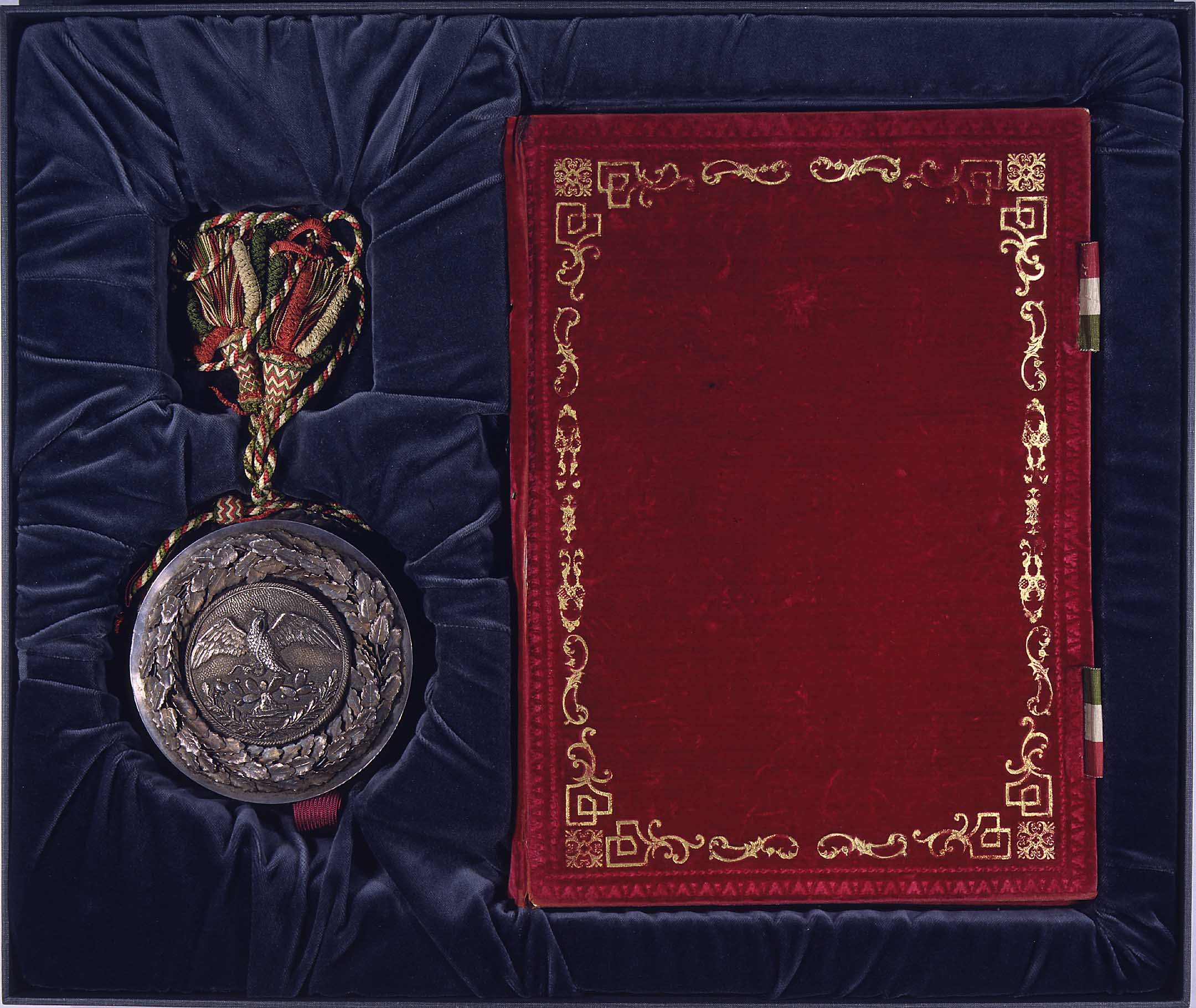

譲渡されたのは現在のテキサス州・コロラド州・アリゾナ州・ニューメキシコ州・ワイオミング州の一部及びカリフォルニア州・ネバダ州・ユタ州の全域である。今日アリゾナ州とニューメキシコ州の一部分となっている残りの地域は、1853年のガズデン購入により譲渡された。テキサス州とメキシコの国境はリオグランデ川とすることが確定した。

## 調印と批准
条約はアメリカ合衆国側が外交官であるニコラス・トリスト、メキシコ側はルイス・G・クエバス、ベルナルド・コウト、ミゲル・アトリスタインの3名がそれぞれ全権として、メキシコシティの北方数キロメートルにあるグアダルーペ・イダルゴ（Villa de Guadalupe Hidalgo 、現在のグスタボ・A・マデロ）で1848年2月2日に調印され、3月10日にアメリカ上院・5月19日にメキシコ政府でそれぞれ批准された。1848年5月30日にはメキシコ中部ケレタロ州ケレタロ市で批准書の交換が行われた。
しかしアメリカ側の批准書では第10条（米国政府は譲渡された地域のメキシコ及びスペイン人に対し、彼らが居住している土地の無償払い下げを約束するもの）の全文が削除され、また9条は書き直されており（譲渡地域内のメキシコ人がアメリカ市民権を得るには議会の承認が必要とすることになった）、これは8条に示された「譲渡地域内のメキシコ人は1年を経過したらアメリカ合衆国市民権を自動的に得ることが出来る権利」を死文化するものであった。